# Otto Liebe
Carl Julius Otto Liebe (24 de Maio de 1860 - 21 de Março de 1929) foi um político da Dinamarca. Ocupou o cargo de primeiro-ministro da Dinamarca.